# Kenada
Kenada (en rus: Кенада) és un poble (un possiólok) del krai de Khabàrovsk, a Rússia, que el 2012 tenia 749 habitants. Pertany al districte rural de Vàninski.